# Aleja Przewodników Tatrzańskich w Zakopanem
Aleja Przewodników Tatrzańskich – reprezentacyjny deptak położony w południowej części Zakopanego.

## Historia
Ulica została wytyczona w miejscu dawnego traktu pasterskiego z Bystrego do Kuźnic. Dawniej była pierwszym odcinkiem Drogi pod Reglami, którą zwożono do huty w Kuźnicach rudy żelaza z Tatr. Droga ta odkręcała na zachód w dolnym odcinku alei Przewodników Tatrzańskich (obecna ul. Bogówka) i wiodła podnóżem Tatr aż do Doliny Kościeliskiej. W owym czasie wzdłuż obecnej alei od Bystrego do Kuźnic ciągnęły się zakłady hutnicze, kuźnie z młotami napędzanymi kołami wodnymi na potoku Bystra i ubogie, drewniane, chaotycznie rozrzucone domki „hamerników”, czyli hutników.

## Przebieg
Droga zaczyna się na rondzie Jana Pawła II (dawnym Kuźnickim). Następnie prowadzi na południowy wschód, potem na południe, cały czas w górę. Znajduje się w całości na obszarze Tatrzańskiego Parku Narodowego. Zaraz powyżej ronda, od miejsca, w którym droga wchodzi w ciasny wylot Doliny Bystrej pomiędzy stokami Nosala i Krokwi (skrzyżowanie z drogą Mieczysława Karłowicza), droga prowadzi na obszarze Tatr.
Obowiązuje zakaz wjazdu pojazdów samochodowych. Nie dotyczy on minibusów komunikacji miejskiej, taksówek, pojazdów mieszkańców, pojazdów ze specjalnymi zezwoleniami i pojazdów służb uprzywilejowanych.
Droga rozpoczyna się na wysokości 905 m n.p.m., a kończy na wysokości 1117 m n.p.m. Różnica wysokości wynosi 221 m. Obsadzona jest jesionami, modrzewiami i jaworami, które w 1970 uznane zostały za pomniki przyrody (wówczas miały już ok. 140 lat).

## Zabudowa
Aleja jest zabudowana w niewielkim stopniu. Po lewej (wschodniej) stronie stoją przy niej głównie nowe budynki (pensjonaty i ośrodki wczasowe). Po prawej (zachodniej) stronie znajdują się: hala sportowa i tor lodowy (zaraz za rondem), „Księżówka”, Polana Kuźnicka, na której istnieje wypas kulturowy i pomnik „Prometeusz rozstrzelany” Władysława Hasiora.

### Ważne budynki
- Gospoda Kolibecka
- budynek Centrum Formacyjno-Szkoleniowego „Księżówka” (nr 2)
- Ośrodek Wypoczynkowy Kabel